# Wojtek Sochacki
Wojtek Sochacki (né le 10 avril 1992) est un joueur d'échecs français. Il est maître international depuis 2017.

## Carrière personnelle

### Premiers pas
Wojtek Sochacki a été initié au échecs par sa mère, vers l'age de trois ans.

### Palmarès
- 2006 : champion de France dans la catégorie des benjamins[1]
- 2008: 3e au championnat de France de la catégorie minimes
- 2011: champion de France dans la catégorie juniors
- 2014 : 2e au championnat de France d'échecs universitaire
- 2017 : champion de France universitaire[2]
- 2018 : champion de France universitaire[3]

### Titre de maître international
Il obtient ses deux premières normes de Maître international aux championnats de France par équipes en National 1 (championnat des clubs de deuxième division) pour les années 2015-2016 et 2016-2017. Sa troisième et dernière norme est obtenue au tournoi de Viono de Piélagos en Espagne début septembre 2017. Il avait déjà dépassé les 2 400 points Elo (en avril 2016). Il obtient donc le titre en 2017.

## Carrière d'entraîneur
En parallèle de sa carrière de joueur d'échecs, Wojtek Sochacki contribue à la formation de jeunes joueurs, comme Roudolph Grigorian qui remporte le titre de champion de France cadets en 2013 ou Cyrîlle Rivet, champion de France d'échecs FSGT en 2016[réf. nécessaire].